# Tropicale Amissa Bongo 2015
La 10.ª edición de la Tropicale Amissa Bongo se disputó del 16 al 21 de febrero del 2015. 
Esta competición, organizada en Gabón y pasando por Camerún, formó parte del UCI Africa Tour, dentro de la categoría 2.1.

## Equipos participantes
Tomaron parte en la carrera 15 equipos: 3 de categoría Profesional Continental; 3 de categoría Continental; y 9 selecciones nacionales. Los equipos participantes fueron:
| Equipo                          | Cód. UCI | Categoría               |
| ------------------------------- | -------- | ----------------------- |
| Team Europcar                   | EUC      | Profesional Continental |
| Selección de Marruecos          |          | Selección nacional      |
| Sky Dive Dubai Pro Cycling Team | SKD      | Continental             |
| Selección de Gabón              |          | Selección nacional      |
| Selección de Argelia            |          | Selección nacional      |
| Selección de Eritrea            |          | Selección nacional      |
| Roth-Skoda                      | ROT      | Continental             |
| Selección de Burkina Faso       |          | Selección nacional      |
| Bretagne-Séché Environnement    | BSE      | Profesional Continental |
| Selección de Ruanda             |          | Selección nacional      |
| Wanty-Groupe Gobert             | WGG      | Profesional Continental |
| Selección de de Camerún         |          | Selección nacional      |
| Selección de Sudáfrica          |          | Selección nacional      |
| Selección de Costa de Marfil    |          | Selección nacional      |
| Bike Aid-Ride For Help          | BAI      | Continental             |

## Etapas
| Etapa     | Fecha         | Recorrido                  | km        | Ganador                | Líder         |
| --------- | ------------- | -------------------------- | --------- | ---------------------- | ------------- |
| 1.ª etapa | 16 de febrero | Bongoville- Moanda         | 100       | Rafaâ Chtioui          | Rafaâ Chtioui |
| 2.ª etapa | 17 de febrero | Okandja-Franceville        | 170       | Rafaâ Chtioui          | Rafaâ Chtioui |
| 3.ª etapa | 18 de febrero | Mounana - Koulamoutou      | 157       | Daniel McLay           | Rafaâ Chtioui |
| 4.ª etapa | 19 de febrero | Ndjolé - Lambaréné         | 133       | Andrea Palini          | Rafaâ Chtioui |
| 5.ª etapa | 20 de febrero | Bifoun - Ntoum             | 124       | Yauheni Hutarovich     | Rafaâ Chtioui |
| 6.ª etapa | 21 de febrero | Port-Gentil-Port-Gentil    | 8.5 (CRE) | Selección de Marruecos | Rafaâ Chtioui |
| 7.ª etapa | 22 de febrero | Port-Gentil - Port-Gentil  | 127       | Yauheni Hutarovich     | Rafaâ Chtioui |
| 8.ª etapa | 22 de febrero | Cabo Esterias - Libreville | 127       | Yauheni Hutarovich     | Rafaâ Chtioui |

## Clasificaciones finales

### Clasificación general
| Posición | Ciclista                | Equipo                       | Tiempo          |
| -------- | ----------------------- | ---------------------------- | --------------- |
|          | Rafaâ Chtioui           | Sky Dive Dubai               | 23 h 2 min 08 s |
| 2        | Giovanni Bernaudeau     | Team Europcar                | a 2 min 07 s    |
| 3        | Abdelkader Belmokhtar   | Selección de Argelia         | a 2 min 39 s    |
| 4        | Dan Craven              | Team Europcar                | a 3 min 06 s    |
| 5        | Edgar Pinto             | Sky Dive Dubai               | a 3 min 08 s    |
| 6        | Bonaventure Uwezeyimana | Selección de Ruanda          | a 3 min 09 s    |
| 7        | Francisco Mancebo       | Sky Dive Dubai               | a 3 min 16 s    |
| 8        | Salah Eddine Mraouni    | Selección de Marruecos       | a 3 min 47 s    |
| 9        | Anthony Delaplace       | Bretagne-Séché Environnement | a 3 min 57 s    |
| 10       | Elias Afewerki          | Selección de Eritrea         | a 3 min 58 s    |

### Clasificación de la montaña
| Posición | Ciclista             | Equipo                 | Puntos |
| -------- | -------------------- | ---------------------- | ------ |
|          | Giovanni Bernaudeau  | Team Europcar          | 22     |
| 2        | Tesfom Okbamariam    | Selección de Eritrea   | 21     |
| 3        | Salah Eddine Mraouni | Selección de Marruecos | 20     |

### Clasificación por puntos
| Posición | Ciclista           | Equipo                       | Puntos |
| -------- | ------------------ | ---------------------------- | ------ |
|          | Yohann Gène        | Team Europcar                | 150    |
| 2        | Yauheni Hutarovich | Bretagne-Séché Environnement | 134    |
| 3        | Andrea Palini      | Sky Dive Dubai               | 116    |

### Clasificación de los sprints
| Posición | Ciclista             | Equipo                 | Puntos |
| -------- | -------------------- | ---------------------- | ------ |
|          | Essaïd Abelouache    | Selección de Marruecos | 23     |
| 2        | Clint Hendricks      | Selección de Sudáfrica | 22     |
| 3        | Salah Eddine Mraouni | Selección de Marruecos | 9      |

### Clasificación de los jóvenes
| Posición | Ciclista                | Equipo                 | Puntos           |
| -------- | ----------------------- | ---------------------- | ---------------- |
|          | Bonaventure Uwezeyimana | Selección de Ruanda    | 23 h 05 min 17 s |
| 2        | Salah Eddine Mraouni    | Selección de Marruecos | a 38 s           |
| 3        | Elias Afewerki          | Selección de Eritrea   | a 49 s           |

### Clasificación por equipos
| Posición | Equipo              | Tiempo           |
| -------- | ------------------- | ---------------- |
|          | Sky Dive Dubai      | 69 h 12 min 55 s |
| 2        | Team Europcar       | a 2 min 55 s     |
| 3        | Selección de Ruanda | a 5 min 21 s     |

## Evolución de las Clasificaciones
| Etapa (Vencedor)                   | Clasificación general | Clasificación por puntos | Clasificación de la montaña | Clasificación de los sprints | Clasificación de los jóvenes | Clasificación por equipos |
| ---------------------------------- | --------------------- | ------------------------ | --------------------------- | ---------------------------- | ---------------------------- | ------------------------- |
| 1.ª etapa (Rafaâ Chtioui)          | Rafaâ Chtioui         | Rafaâ Chtioui            | Abdelkader Belmokhtar       | Rafaâ Chtioui                | Bonaventure Uwezeyimana      | Skydive Dubai             |
| 2.ª etapa (Rafaâ Chtioui)          | Rafaâ Chtioui         | Rafaâ Chtioui            | Abdelkader Belmokhtar       | Clint Hendricks              | Bonaventure Uwezeyimana      | Skydive Dubai             |
| 3.ª etapa (Daniel McLay)           | Rafaâ Chtioui         | Rafaâ Chtioui            | Abdelkader Belmokhtar       | Clint Hendricks              | Bonaventure Uwezeyimana      | Skydive Dubai             |
| 4.ª etapa (Andrea Palini)          | Rafaâ Chtioui         | Yohann Gène              | Tesfom Okbamariam           | Clint Hendricks              | Bonaventure Uwezeyimana      | Skydive Dubai             |
| 5.ª etapa (Yauheni Hutarovich)     | Rafaâ Chtioui         | Yohann Gène              | Tesfom Okbamariam           | Clint Hendricks              | Bonaventure Uwezeyimana      | Skydive Dubai             |
| 6.ª etapa (Selección de Marruecos) | Rafaâ Chtioui         | Yohann Gène              | Tesfom Okbamariam           | Clint Hendricks              | Bonaventure Uwezeyimana      | Skydive Dubai             |
| 7.ª etapa (Yauheni Hutarovich)     | Rafaâ Chtioui         | Yohann Gène              | Tesfom Okbamariam           | Clint Hendricks              | Bonaventure Uwezeyimana      | Skydive Dubai             |
| 8.ª etapa (Yauheni Hutarovich)     | Rafaâ Chtioui         | Yohann Gène              | Giovanni Bernaudeau         | Essaïd Abelouache            | Bonaventure Uwezeyimana      | Skydive Dubai             |
| Final                              | Rafaâ Chtioui         | Yohann Gène              | Giovanni Bernaudeau         | Essaïd Abelouache            | Bonaventure Uwezeyimana      | Skydive Dubai             |